# Carolina Dynamo
Carolina Dynamo is een Amerikaanse voetbalclub uit Browns Summit, North Carolina. De club werd opgericht in 1993 onder de naam Greensboro Dynamo en nam in 1996 de huidige naam aan. Dynamo speelt in de USL Premier Development League, de Amerikaanse vierde klasse.

## Seizoen per seizoen
| Jaar    | Divisie | League              | Regulier Seizoen     | Playoffs                 | Open Cup            |
| ------- | ------- | ------------------- | -------------------- | ------------------------ | ------------------- |
| 1993    | N/A     | USISL               | 1ste, Atlantic       | Kampioen                 | Niet meegedaan      |
| 1993/94 | N/A     | USISL Indoor        | 3de, Northern        | Teruggetrokken na 3 wed. | N/A                 |
| 1994    | 3       | USISL               | 1ste, Atlantic       | Kampioen                 | Niet meegedaan      |
| 1995    | 3       | USISL Pro League    | 6de, Atlantic        | Niet gekwalificeerd      | Niet gekwalificeerd |
| 1996    | 3       | USISL Select League | 1ste, South Atlantic | 2de ronde                | Kwartfinale         |
| 1997    | 2       | USISL A-League      | 2de, Atlantic        | Finale                   | Niet gekwalificeerd |
| 1998    | /       | /                   | Hiatus               | /                        | /                   |
| 1999    | 3       | USL D3-Pro League   | 3de, Atlantic        | Conference halve finale  | 3de ronde           |
| 2000    | 3       | USL D3-Pro League   | 4de, Southern        | Conference halve finale  | Niet gekwalificeerd |
| 2001    | 3       | USL D3-Pro League   | 2de, Southern        | Conference halve finale  | 2de ronde           |
| 2002    | 3       | USL D3-Pro League   | 3de, Southern        | Kwartfinale              | 1ste ronde          |
| 2003    | 3       | USL PSL             | 1ste, Southern       | Regionale finale         | 3de ronde           |
| 2004    | 4       | USL PDL             | 1ste, Mid Atlantic   | Nationale halve finale   | 3r3de ronde         |
| 2005    | 4       | USL PDL             | 2de, Mid Atlantic    | Niet gekwalificeerd      | Niet gekwalificeerd |
| 2006    | 4       | USL PDL             | 1ste, South Atlantic | Conference halve finale  | 4de ronde           |
| 2007    | 4       | USL PDL             | 1ste, Southeast      | Conference finale        | Niet gekwalificeerd |
| 2008    | 4       | USL PDL             | 6de, Southeast       | Niet gekwalificeerd      | Niet gekwalificeerd |
| 2009    | 4       | USL PDL             | 2de, Mid Atlantic    | Divisional Semifinals    | Niet gekwalificeerd |